# Castillonroy
Castillonroy – gmina w Hiszpanii, w prowincji Huesca, w Aragonii, o powierzchni 37,58 km². W 2011 roku gmina liczyła 360 mieszkańców.